# Grethe Rostbøll
Grethe Fogh Rostbøll, född 30 maj 1941 i Århus, död 26 juli 2021, var en dansk författare, politiker (Konservative Folkeparti och Folkebevægelsen mod EF) och tidigare kulturminister i regeringen Poul Schlüter IV. Hon är kommendör av Dannebrogsorden sedan 1991.
Grethe Rostbøll är en betydande person inom det kulturella samhället i Danmark. Hon har varit en del av det danska folkhögskoleväsendet och även bidragit till den kulturella debatten som skribent vid olika dagstidningar. Intresset för den danska kulturens personliga nationalklenod, Karen Blixen, har varit stort och hon har bidragit med antal böcker som behandlar Blixen och hennes plats inom den kulturella sfären i både Danmark och i andra länder. Rostbølls tid som Danmarks kulturminister brukar beskrivas som en satsning på konst med stort K.

## Uppväxt och karriär

### Studietiden
Grethe Rostbøll var dotter till gårdsägaren Gustav Fogh och Ellen Marie Brandt. Hon växte upp på familjens gård utanför Hadsten i Østjylland. Rostbøll har en grundtvigiansk bakgrund, dvs. en kristen inriktning som betonar optimism för livet på jorden, frihet och som gör en åtskillnad mellan stat och kyrka. På den sistnämnda punkten kom den unga Grethe Rostbøll att trotsa grundtvigianismen då hon anslöt sig till Konservativ Ungdom, som likt moderpartiet ville bevara den danska folkkyrkan som en statskyrka. Däremot övergav Rostbøll inte grundtvigianismen, istället har den varit grunden för hennes kristna tro i stort. Hon har senare sammanfattat den tron med att man kommer till kyrkan "för att bli välsignad, glädja sig över det heliga budskapet och sedan gå därifrån i frid". För Rostbøll är det prästens predikan och de teologiska och filosofiska budskapen som är det centrala i hennes tro och även anledningen till att hon går i kyrkan.
Rostbøll studerade på gymnasiet i staden Randers, från vilken hon avlade studentexamen 1960. Därefter flyttade hon till Köpenhamn för att läsa till byggnadsingenjör vid Danmarks Tekniske Universitet (DTU), men hon fullföljde aldrig dessa studier. Istället flyttade hon till Fyn och började läsa till lärare vid Odense Seminarium. 1961 gifte hon sig med Torben Rostbøll, och båda två blev tillsammans föreståndare för Ryslinge Højskole 1962. Efter  lärarexamen 1965 blev Grethe Rostbøll även lärare på högskolan (fram till och med år 1990), men hon bestämde sig för att inte sluta studera. Hon hade ett stort intresse för litteratur och konst och valde att läsa litteraturvetenskap vid Odense Universitet. Det skulle dock dröja ett tag innan hon avlade en examen, för under studierna kom hon nämligen att föda paret Rostbølls fyra barn: Martin (1964), Solveig (1966), Benedikte (1968) och Christian (1971). Dock blev hon mag.art. efter en avhandling om Karen Blixen 1978.
Rostbøll talar, utöver danska, även engelska, tyska och franska.

### Karriär
Grethe Rostbølls politiska engagemang var inte så stort som hennes kulturella dito. Hon var medlem av Ryslinges kommunalstyrelse 1966-1970 och kandidat för Folkebevægelsen mod EF till Europaparlamentet vid valet 1979, men mycket större än så blev inte det direkta politiska arbetet. Hon skulle dock bidraga till den kulturpolitiska debatten i Danmark med bland annat debattboken Familien og fremtiden, i vilken hon framhöll barnfamiljens svårigheter i det danska samhället, samt föräldrarnas ansvar vad gäller barnens uppfostran. Hon var teater- och litteraturskribent på Jyllands-Posten åren 1978-1990 och även kommentator och kolumnist på Berlingske Tidende åren 1987-1990 samt ordförande för Modersmål-Selskabet 1984-1990. Rostbøll har även varit aktiv inom skolväsendet och har suttit med i ett antal styrelser för olika gymnasieskolor och högskolor, däribland Midtfyns Gymnasium 1980-1986, Nordens Folkelige Akademi (som vice ordförande) 1985-1990 och Præstehøjskolen i Løgumkloster 1988-1990. Hon har dessutom suttit med i olika beslutsorgan med anknytning till skolväsendet, däribland i lagutskottet för högskolor 1985-1987 och i nämnden för kvalitet i de vidaregående utbildningarna 1989-1990. Under 1980-talet arbetade Rostbøll även för Danmarks Radio (DR), först i programutformningen av kanalens vuxenundervisning 1982-1987 och sedan i programutformningen för barnens dito.

## Kulturminister och senare politiskt arbete

### Kulturminister
Efter valet till folketinget 1990 utträdde Radikale Venstre ur den borgerliga koalitionsregeringen under Poul Schlüter. Därmed behövdes det utses en ny kulturminister efter Ole Vig Jensen, och Schlüters val föll på Grethe Rostbøll, trots att hon inte var medlem av folketinget. Som kulturminister blev Rostbøll kritiserad för att lägga mest vikt på "elitens kultur", till vilket hon kontrade med att elit och bredd hörde ihop och främjade talang och danskt kulturarv. På lagstiftningsområdet genomförde Rostbøll bland annat upprättandet av Det Kongelige Teaters styrelse, där åtta medlemmar utsågs av kulturministern. Hon genomförde också en ny arkivlagstiftning där ett utskott tillsattes för att värdera arkivens tillgänglighet. Hon markerade sig även som en stor motståndare till att landets bibliotek investerade i böcker som rörde hälsa, hobby och massage, som hon ansåg att folk själva kunde införskaffa.
Rostbøll genomförde ändringar i lagen om folkhögskolor, hushållsskolor och efterskolor. Det innebar att de kostnader som eleverna vid dessa skolor själva stod för sänktes genom att de tilldelades kommunalt studiestöd, som finansierades av statliga bidrag till kommunerna. Elever med svåra handikapp fick dessutom sin utbildning, sina hjälpmedel och extralektioner finansierade av sina respektive hemkommuner, genom inbetalning av kommunerna till staten. Innan denna lagändring genomfördes var kommunerna inte skyldiga att ge eleverna något studiestöd för studier på efterskolor, vilket gjorde att utbud och storlek på studieunderstöden varierade kraftigt mellan kommunerna och skapade skillnader i elevernas förutsättningar att påbörja och genomföra sina studier. Som ett led i ett politiskt avtal mellan den borgerliga regeringen och oppositionspartierna i arbetet med aktivering av arbetslösa genomförde hon även en lagändring i lagen om studiestöd för vuxenutbildningen, som bland annat innebar: 1) att arbetsgivare inom den privata sektorn erbjöds ersättning om de anställde lediga människor som fick a-kassaersättning som avlösare för fastanställda på studieuppehåll, och 2) att de nyintagna medarbetarna hade arbetat i verksamheten minst 30 timmar i veckan i minst 6 månader för att arbetsgivaren skulle berättigas till denna ersättning. Lagen innfattade också 3), att vuxna människor med kort utbildning berättigades studiestöd.
Men Rostbøll hade även uppdrag utanför ministeriets lokaler, och hon genomförde därmed en studieresa till Sovjetunionen 1991 där hon mötte den rysk-ortodoxe prästen Pavel Vishnevskij. Han gjorde ett så stort intryck på henne att hon tog upp det med Det ekumeniska centret i Århus. Detta ledde till ett instiftande av Paulus Samfundet, som verkar inom kyrkligt socialt och humanitärt arbete och bistår rysk-ortodoxa samfund i Moskva. Rostbøll blev dock inte lika imponerad på hemmaplan, då problemen och de interna stridigheterna inom Det Kongelige Teater förvärrades efter en lång period av missunnsamhet, vilket fick henne att ta beslutet att avskeda teaterchefen Boel Jørgensen. Det blev mycket omdiskuterat i medierna huruvida det var berättigat eller ej. Hon hade varit med om en liknande situation samma år, då hon avskedade Meïr Feigenberg som ordförande för Teaterrådet efter flera klagomål från rådets medlemmar. I samband med att Rostbøll utsåg Niels-Jørgen Kaiser till ny ordförande för nationalscenens styrelse samlade hon ett politiskt flertal i folketinget och ekonomiska medel till att en ny byggnad för teater och opera skulle byggas på B W-grunden vid Köpenhamns hamn. Det blev dock början på sju års problem om var teatern skulle inhysas, då den nya teaterchefen Michael Christiansen, tidigare departementschef i Danmarks försvarsministerium, gick emot planerna på en teaterbyggnad vid hamnen.
Rostbøll hade även vissa problem med sitt eget ministerium, där departementschefen Jørgen Harder Rasmussen hade präglat dess administration över Danmarks kulturella institutioner under många år. En rapport från Finansministeriet visade att Kulturministeriets administration uppvisade stora brister i handlingskraft och översikt. Rostbøll hade en ansträngd relation till sin departementschef. Ministeriet var präglat av hans långa ämbetsperiod och hans stabs bristande översikt och felaktiga information sägs många gånger ha varit orsaken till misstag från Rostbølls sida. Det sades att denna stab hade så pass bristande översikt att de inte ens visste vilka som var kulturordföranden i folketingets åtta partier. Kritiken mot Jørgen Harder Rasmussen ledde till att han lämnade sitt ämbete 1992.

### Fortsatt politiskt arbete 1993-2002
Grethe Rostbøll avgick som kulturminister i samband med att den borgerliga regeringen avgick i början av 1993. Hon ställde därefter upp i valet till folketinget 1994, men lyckades inte bli invald. Hon lyckades dock bli suppleant 1996-1998 och var då medlem av utrikesutskottet. Sedan har Rostbøll varit medlem av Frederiksberg kommunstyrelse fram till och med 2010 (med 357 personliga röster vid kommunalvalet 2009) och var då ordförande för kultur- och biblioteksnämnden och medlem i bostads- och egendomsnämnden samt i hälso- och omsorgsnämnden. Hon var under 1990- och 2000-talen även medlem av den kommission som partikollegan, f.d. kyrkoministern Torben Rechendorff, tillsatte för utformning av en ny psalmbok till det danska kyrkoväsendet. Det gav upphov till en viss kritik då vissa journalister ansåg att Rostbøll och ytterligare två andra, var handplockade av Rechendorff just för att de var medlemmar av Det Konservative Folkeparti. Väl i kommissionen utmärkte sig Rostbøll som positiv till att införa H.C. Andersens dikt Jeg har en angst som aldrig før, eftersom hon ansåg att den tog upp ett existentiellt ämne, livsångesten, på öppet vis. Hon påstod att förslaget hade blivit väl mottaget då hon redogjorde för förslaget i olika kyrkoråd, men mottagandet var trots det inte odelat positivt från alla präster. Sedan 1994 har Rostbøll varit ordförande för Fulton-Stiftelsen, som arbetar med socialt handikappade ungdomar.
Under perioden 1998-2006 var hon 1:a vice ordförande i Danmarks Biblioteksforening. Hon var från början invald till föreningens representantskap men blev 1:a vice ordförande redan under sin andra period. Enligt Rostbøll var det Socialdemokraterne och andra från den politiska vänstern som var positiva till att se henne som föreningens vice ordförande. I en intervju konstaterade hon att föreningen har ett gott samarbete med fackliga organisationer som HK och Bibliotekarforbundet och att samarbete sker över partigränserna, då principen om fri och lika tillgång till information anses vara avgörande för folkupplysningen på båda sidor om det politiska spektret.
Inom föreningen var Rostbøll ordförande för dess internationella kommitté och hon var även engagerad inom FAIFE (Committee on Free Access to Information and Freedom of Expression), som lyder under den internationella biblioteksorganisationen IFLA (International Federation of Library Associations and Institutions). Dessa organisationer har bland annat till uppgift att motverka censur. Rostbøll har, bland annat i en artikel i Jyllands-Posten, markerat bibliotekens betydelse för informationsfriheten i det informationsteknologiska samhället, och att det nordiska biblioteksväsendet är ett föredöme när det kommer till medborgares lika rätt till information, oavsett bakgrund. Utöver den internationella kommittén sitter Rostbøll även med i ett flertal kommittéer i Danmarks Biblioteksforenings tidskrift, Danmarks Biblioteker, däribland verksamhetskommittén och styrelsen för Danmarks Biblioteksforenings Fond. Bland Rostbølls övriga förtroendeposter under denna period kan nämnas att hon var vice ordförande i Det Storkøbenhavnske Teaterfælleskab (DST).
År 2000 var Rostbøll en av de politiker i Frederiksbergs kommun som stod bakom beslutet att stoppa det årliga bidraget till Haveselskabet. Detta bolag, som driver flera fredade och kulturella byggnader, fick efter avtal med kommunen 263 000 danska kronor årligen för att hålla dessa inrättningar till rådighet för kulturella ändamål. Det visade sig sedan, efter kommunens bedömning, att inrättningarna istället blev uthyrda för kommersiella ändamål, såsom privata fester och bröllop, vilket enligt Rostbøll bröt mot avtalet med kommunen. Dessutom saknades det i vissa byggnader så basala inrättningar som uppvärmning av lokalerna vilket enligt Rostbøll gjorde att kommunen betalade för mycket till bolaget.

### År 2002 till 2004
Rostbøll har under senare år lagt sig i den förda kulturpolitiken i Danmark. År 2002 kritiserade hon den då nyligen tillsatta kulturministern, partikollegan Brian Mikkelsen, för att enligt henne ha tagit beslut om att göra för stora nedskärningar i den kulturpolitiska budgeten (nedskärningarna låg på mellan 15 och 20 procent under en tre års period). Hennes kritik var i linje med många författares dito eftersom nedskärningarna innebar sänkningar av biblioteksavgiften, som är den danska statens vederlag till de författare som låter sina verk representeras på biblioteken. Hon menade även att de ekonomiska villkoren för många skapande konstnärer redan var strama och ansåg att Mikkelsen skulle gå varsamt fram. Mikkelsen menade dock att Danmark fortfarande skulle ha världens största kulturbudget efter besparingarna och att omstruktureringar på kulturområdet skulle ge mer pengar över till konstnärer.
Rostbøll har också uttryckt sig positivt gentemot det förslag till en kulturkanon över danska konstverk som kulturminister Brian Mikkelsen lade fram 2004. Hon menade att kännedomen om Danmarks kulturarv genom en kulturkanon var ett led i globaliseringen och att detta kulturarv kan bidra till dagens globala kultur. Hon menade att det även var viktigt att känna till det danska kulturarvet, då det enligt henne har uppstått genom kulturellt utbyte och samarbete mellan Danmark, Norden och övriga Europa. I sitt stöd till förslaget avvisade hon därmed kritiken om att en kulturkanon innebar förmynderi och att politiker uppträdde som en sorts "smakdomare".
I juni 2002 utsågs Rostbøll av den konservativa utrikesministern Per Stig Møller till ny ordförande för Center for Kultursamarbejde med Udviklingslandene (CKU). Ordförandeskapet gällde fram till 31 december 2003. CKU är en organisation som bland annat anordnar kulturfestivaler och genomför kulturellt utbyte mellan Danmark och olika u-länder. Rostbøll blev omvald som ordförande flera gånger fram till och med år 2010. År 2006 hamnade Rostbøll i blåsväder då det uppdagades att hon i sina resor till Mellanöstern har utgett sig för att vara minister i sina visumsansökningar. Hon fick även kritik från Jesper Søe, redaktör för föreningen och webbplatsen U-landsnyt.dk, för sin hantering av personalproblemen inom CKU där organisationens vice chef blev avskedad.
Under samma period som Rostbøll blev utsedd till ordförande för CKU av Per Stig Møller, blev hon utsedd av undervisningsminister Ulla Tørnæs (Venstre) som medlem av Højskoleudvalget. Det var ett utskott som fick till uppgift att komma med förslag på hur man skulle kunna få de danska folkhögskolorna att hävda sig i konkurrensen med landets gymnasieskolor. Bland de övriga medlemmarna i utskottet kunde man finna den f.d. inrikes- och jordbruksministern Britta Schall Holberg (Venstre) och den f.d. kulturministern Ebbe Lundgaard (Radikale Venstre). Bland utskottets förslag fanns bl.a.: 1) Ett introducerande av en 1-årig utbildning med studiestöd där eleverna kan läsa både folkhögskoleämnen och ämnen från gymnasieskolans kursplan så att de blir behöriga till vissa högre utbildningar, såsom sjuksköterske- eller pedagogutbildningarna, 2) Kostnaden för varje elev som går en folkhögskoleutbildning skall begränsas till kostnaden för mat och logi, samt 3) Större samarbete mellan folkhögskolorna och andra utbildningsinstitutioner. Utskottets förslag fick positiv respons från både Ulla Tørnæs och Socialdemokraterne, men både Rostbøll och Schall Holberg motsatte sig utskottets samlade förslag då de menade att folkhögskolornas kärna, folkupplysning och bildning, hade minskat i prioritet och att det var det som skulle åtgärdas.

### År 2006 och framåt
År 2006 föll landets uppmärksamhet på Frederiksbergs kommun där ett brett flertal, bestående av partierna Konservative Folkeparti, Venstre, Radikale Venstre och Socialdemokraterne, hade beslutat att hemlösa medborgare skulle fråntas rätten att låna materiel från kommunens bibliotek. Grethe Rostbøll var en av dem som var upphovsmakare till förslaget. Motståndarna till den nya regeln, representanterna för Socialistisk Folkeparti och Enhedslisten, drev ärendet vidare till kulturminister Brian Mikkelsen, som svarade att den nya regeln inte var i överensstämmelse med bibliotekslagen. Rostbøll påstod senare i en intervju med Frederiksberg Bladet att hon i förbindelse med beslutet hade förlitat sig på den juridiska värdering som kommunens ämbetsmän hade gjort. Två år senare gjordes en annan upptäckt som gav upphov till mycket kritik. Det uppdagades att Köpenhamns universitet hade en fond vars stiftare, japanen Ryoichi Sasakawa, var en uttalad fascist och krigsförbrytare med kontakter inom den japanska maffian. Denna fond delar bland annat ut pengar till studerande och deras studier, och utdelningen sköts av fondens styrelse. En av styrelsens medlemmar är Grethe Rostbøll, som sa sig känna till Sasakawas bakgrund men att hon inte brydde sig om att han var fascist, då hon menade att Danmarks utrikesministerium hade uttryckt sig positivt till fonden.
I samband med att Dansk Folkeparti år 2008 lade fram ett förslag om att muslimer måste avsvärja sig vissa delar av koranen för att kunna bli danska medborgare offentliggjordes "ett brev mot främlingsfientligheten" som motsatte sig detta. Bland undertecknarna av den senare fanns flera kända personligheter, däribland Grethe Rostbøll och andra medlemmar av Det Konservative Folkeparti.
Tillsammans med flera andra framstående personer inom dansk politik och danskt näringsliv, sitter Rostbøll med i den högerorienterade tankesmedjan CEPOS högsta myndighet, Centerrådet. Hon är även ordförande i nämnden för litteratur i Statens Kunstråd och medlem i styrelsen för den nyupprättade föreningen HowHow, som arbetar för jazzmusikern och kapellmästaren Leo Mathisens minne. I 2009 års World Outgames var hon en av de många kända personligheter som bidrog till tillställningen med sina föredrag, shower och konserter. Sedan december 2010 sitter Rostbøll med i styrelsen för Kaj Munks Prästgård i Vedersø, sedan prästgården gjorts till en självägande institution under Kulturministeriet.

## Utmärkelser
- Kommendör av Dannebrogorden,  1991[51]

[Redigera Wikidata]